# Wolfgang Schlüter (Autor)
Wolfgang Schlüter (* 11. Dezember 1948 in Königslutter am Elm) ist ein deutscher Schriftsteller und Übersetzer.

## Leben
Wolfgang Schlüter studierte Musikwissenschaft und Philosophie in Hamburg, Berlin und Wien. 1982 promovierte er an der Technischen Universität Berlin mit einer Arbeit über die Rezeption Gustav Mahlers. Schlüter lebte als freier Schriftsteller in Wien und in Irland, seit 2004 lebt er in Berlin.
Wolfgang Schlüter ist Verfasser von Romanen und Essays und übersetzt aus dem Englischen. Von 1984 bis 1993 wirkte er für die Arno Schmidt Stiftung in Bargfeld an der Edition der Werke Arno Schmidts im Rahmen der Bargfelder Ausgabe mit. 1997 nahm er am Ingeborg-Bachmann-Wettbewerb in Klagenfurt teil.

## Werke
- Studien zur Rezeptionsgeschichte der Symphonik Gustav Mahlers, Berlin 1983.
- Eines Fensters Schatten oder Mercurius’ Hochzeit mit der Philologie, Berlin 1984.
- Walter Benjamin, Darmstadt 1993.
- John Field und die Himmels-Electricität, Frankfurt am Main 1998.
- Dufays Requiem, Frankfurt am Main 2001.
- Anmut und Gnade, Frankfurt am Main 2007, Reihe Die Andere Bibliothek
- Gruß, Greenaway!, Berlin 2010.
- Die englischen Schwestern, Frankfurt am Main 2011.
- FOX oder der kleine Klavierschwindel, Berlin 2019.

## Übersetzungen
- John Aubrey: Mr. John Aubrey’s, Esq. Lebens-Entwürfe. Frankfurt am Main 1994.
- John Barth: Ich bin Jake Horner, glaube ich. Frankfurt am Main 1983.
- Brendan der Reisende: Brendans Inseln. (Navigatio Sancti Brendani). Aus der Urfassung übertr. und hrsg. Wien: Lana Ed. 1997.
- Emily Brontë: Sturmhöhe. München: Hanser 2016.
- William Cowper: Die Aufgabe. Berlin 1998.
- David H. Lawrence: Vögel, Blumen und wilde Tiere. Bonn 2000.
- Christopher Marlowe: Sämtliche Dramen. Frankfurt am Main: Eichborn-Verl. 1999.
- My second self when I am gone. Englische Gedichte. Hrsg. u. Übers. Hamburg: Hamburger Stiftung zur Förderung von Wissenschaft 1991.
- Richard Newman: Alma Rosé. Bonn 2003.
- Curt Siodmak: Unter Wolfsmenschen. Bonn. 1. Europa. 1995. 2. Amerika. 1997.
- Robert Louis Stevenson: Eine Fußnote zur Geschichte. Hamburg: Achilla Presse 2001.
- Donald M. Thomas: Das weiße Hotel. München: Hanser 1983.
- James Thomson: Die Jahreszeiten. Englisch u. deutsch. Weil am Rhein: Engeler 2003.
- Timothy Breen / Stephen Innes, Mein eigen Grund, Hanser Anthropologie, München 1982
- William Wordsworth, I wandered lonely..., Balladen, Sonette, Versepen. Straelen 2011
- William Wordsworth, The 1805 Prelude, Matthes & Seitz, Berlin 2015
- Laurence Dreyfus, Parsifals Verführung, Faber & Faber, Berlin 2022

## Auszeichnungen
- Blaise-Cendrars-Preis, 1986
- Mörike-Preis der Stadt Fellbach, 1997
- Dedalus-Preis für Neue Literatur, 1998
- Calwer Hermann-Hesse-Stipendium, 2000
- Stipendium des Künstlerhauses Edenkoben, 2004
- Barthold-Hinrich-Brockes-Stipendium des Deutschen Übersetzerfonds, 2005
- Kester-Haeusler-Ehrengabe der Deutschen Schillerstiftung von 1859, 2011
- Johann-Heinrich-Voß-Preis für Übersetzung, 2018[2]